# Parque Estadual de Sete Salões
O Parque Estadual de Sete Salões é uma das unidades de conservação da natureza pertencentes ao governo do estado de Minas Gerais, Região Sudeste do Brasil. Foi criado pelo decreto nº 39.908, de 22 de setembro de 1998, contando com uma área de 12 520,9 hectares que abrange os municípios de Conselheiro Pena, Itueta, Resplendor e Santa Rita do Itueto, no Vale do Rio Doce.
Corresponde a um dos maiores remanescentes de Mata Atlântica do leste mineiro, estando associado a formações de campos rupestres e florestas de candeias. Seu complexo também inclui uma gama de montanhas, matas e cachoeiras, além da Gruta dos Sete Salões, com pinturas rupestres. Muitos dos atrativos do parque são abertos ao público, sendo interligados por trilhas.

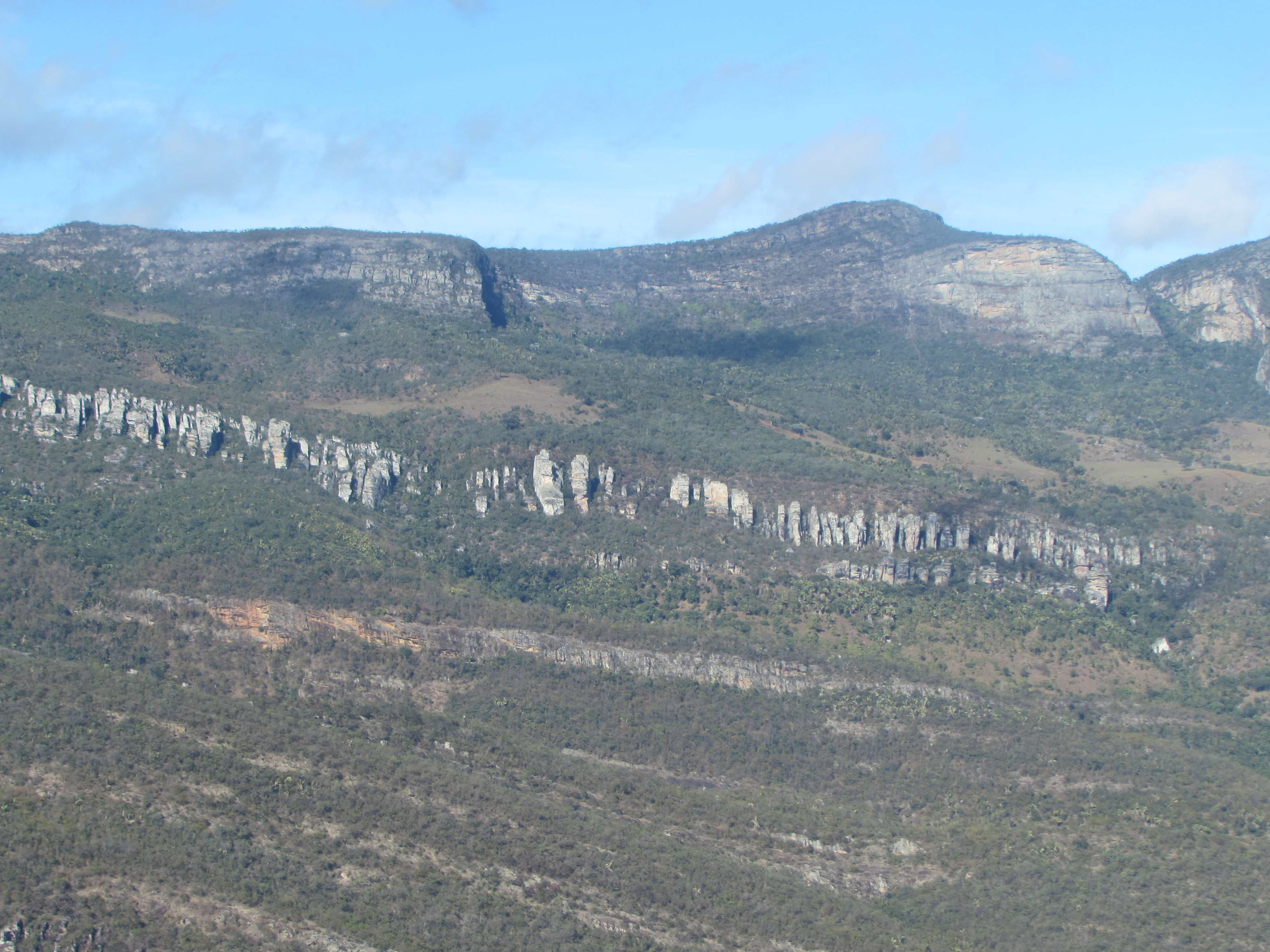
Interior do Parque Estadual de Sete Salões
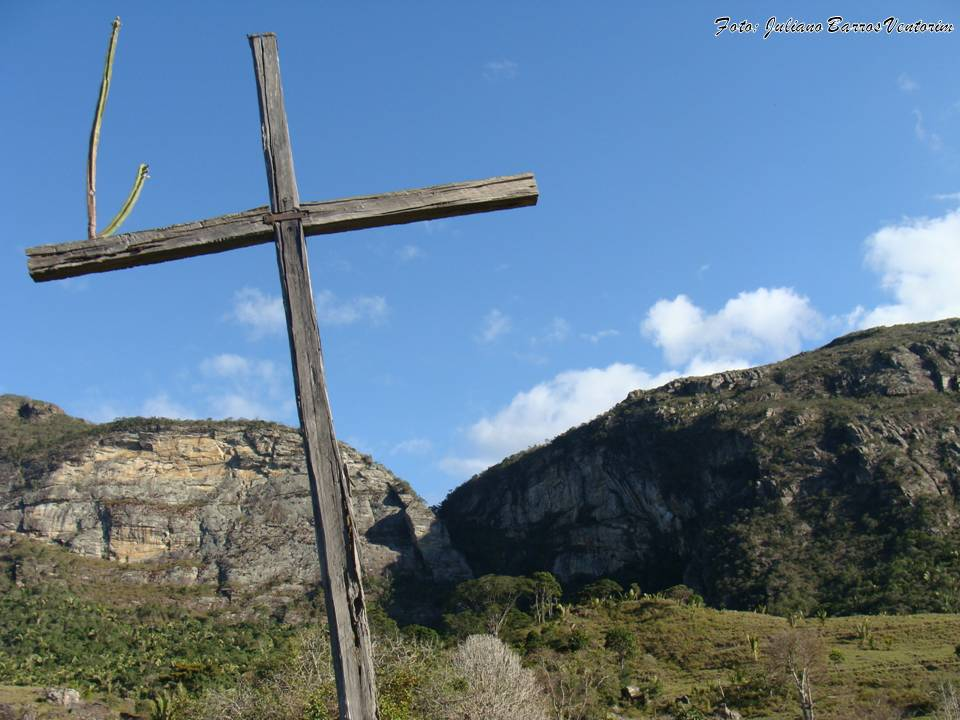
Mirante do Cruzeiro